# Берт-Даг
Сільське поселення (сумон) Берт-Даг (рос.: Берт-Даг) входить до складу Тес-Хемського кожууна Республіки Тива Російської Федерації. Відстань до с.Самагалтай 15 км, до Кизила — 124 км, до Москви — 4073 км.

## Населення
Населення сумона станом на 1 січня року
| Рік    | 2011 | 2012 | 2013 | 2014 | 2015 |
| ------ | ---- | ---- | ---- | ---- | ---- |
| Насел. | 1032 | 1045 | 1036 | 1058 | 1057 |